# Crédito consignado
O crédito consignado é um tipo de empréstimo de curto prazo em que um credor concederá crédito com juros altos com base em sua renda. As parcelas geralmente são uma parte do próximo contracheque, os empréstimos consignados cobram altas taxas de juros para crédito imediato e de curto prazo.
Nos países anglófonos, "crédito consignado" é chamado de payday loan, (algo como "empréstimo do dia de pagamento"). O termo "dia de pagamento" no empréstimo consignado refere-se a um mutuário que emite um cheque pré-datado ao credor para o salário do dia de pagamento, mas recebe parte dessa quantia em dinheiro do credor. No entanto, na linguagem comum, o conceito também se aplica independentemente de o pagamento dos empréstimos estar vinculado ao dia de pagamento do mutuário.
Os empréstimos consignados têm sido associados a taxas de inadimplência mais altas.
No Brasil, pode-se comprometer até 45% da renda mensal do usuário, sendo 35% em forma de empréstimo e 5% em forma de saque no cartão consignado e outros 5% para cartão benefício consignado de acordo com a Lei 10.820 (2003) e a Lei 13.172 (2015), de acordo com a Medida Provisória 1.106/2022 e a Lei 13.172 (2015) Ele pode ser obtido em bancos, seguradoras ou financeiras, cuja duração não deve ser superior a 96 meses no caso de servidores públicos federais e 84 meses para aposentados e pensionistas do INSS. Em entrevistas, ministros de estado já comentaram sobre a possibilidade que o prazo passe para 120 meses como já é praticado em alguns convênios.
Os juros e demais encargos variam conforme valor contratado. O sítio do Banco Central disponibiliza a lista completa das respectivas taxas de juros praticadas pelos bancos (as taxas atuais máximas praticadas são de 2,14% ao mês para o empréstimo, e de 3,06% ao mês para o cartão consignado) em relação ao crédito consignado destinado a aposentados e pensionistas. Também no site do Banco Central do Brasil encontra-se a publicação das taxas para os demais clientes. Além das taxas também é cobrado o Imposto sobre as Operações Financeiras (IOF). É obrigação das instituições financeiras divulgar o Custo Efetivo Total (CET) das operações de crédito. Não é permitido, por exemplo, a cobrança de Taxa de Abertura de Crédito.
O crédito consignado é mais seguro para quem está emprestando, pois a cobrança é praticamente automática e a responsabilidade é da empresa empregadora, do sindicato ou do orgão do governo. Isso possibilita o empréstimo até para pessoas com nome em registro de inadimplência no SPC ou no Serasa (ou como se diz vulgarmente, pessoas com nome “sujo”). Também é vantajoso para o devedor no sentido de que diminui o trabalho de ir a instituição financeira ou fazer o serviço manualmente, visto que pode ser contratado pelos Correspondentes Bancários autorizados a operar esse tipo de produto. Esses fatores contribuem para que a consignação tenha juros mais baixos que o cheque especial.

## Partes
Podem se distinguir quatro partes em um contrato de crédito consignado, a saber:
Empregador - a empresa, individual ou coletiva, que, assumindo os riscos da atividade econômica, admite, assalaria e dirige a prestação pessoal de serviço. Equiparam-se ao empregador, para os efeitos exclusivos da relação de emprego, os profissionais liberais, as instituições de beneficência, as associações recreativas ou outras instituições sem fins lucrativos, que admitirem trabalhadores como empregados;
Empregado - a pessoa física que prestar serviços de natureza não eventual a empregador, sob a dependência deste e mediante salário;
Instituição consignatária - a instituição autorizada a conceder empréstimo ou financiamento ou realizar operação de arrendamento mercantil;
Mutuário - empregado que firma com instituição consignatária contrato de empréstimo, financiamento ou arrendamento mercantil.

## Operações de crédito
As operações passíveis de contratação, no crédito consignado são:
Margem livre - Esta operação ocorre quando um cliente toma crédito utilizando parte dos 35% de margem consignável no seu contrato.
Refinanciamento de uma parcela - Esta é uma operação que ocorre ao se refinanciar uma parcela existente, no mesmo banco. 46
Portabilidade de uma parcela - Esta operação acontece ao se migrar uma parcela de um banco para outro, mantendo o valor original da parcela.
Cartão de crédito consignado - O cartão é a opção de uso de 5% adicionais de margem, sem comprometer os outros 30%.

## Legislação Brasileira
Atualmente, o crédito consignado é regido pela Lei n.º 10.820 de 17 de dezembro de 2003, introduzida no ordenamento jurídico a partir da Medida Provisória n.º 130/03. Outros regramentos ainda em vigor merecem consideração, como a Lei Ordinária nº 1.046 de 1950(denominada lei da consignação em pagamento, estabelecendo o regramento geral a respeito), o Decreto-Lei n.º 9.790 de 1946 (dispõe sobre a consignação de descontos sobre o salário de mutuários das Carteiras de Empréstimos das instituições de previdência social), a Lei n.º 6.445 de 1977 (dispõe sobre consignações em folha de pagamento de servidores civis, ativos e inativos, da Administração Federal direta e das autarquias federais) e a Lei n.º 8.112/90 (especialmente o artigo 45, parágrafo único, que permite o desconto sobre a remuneração para servidores públicos em favor de terceiros, desde que haja autorização do servidor público), regulamentado pelo Decreto nº 1.502/1995 e pelo Decreto nº 6.386/2008 (o qual também dispõe sobre o processamento das consignações em folha de pagamento no âmbito do Sistema Integrado de Administração de Recursos Humanos – SIAPE).
O Banco Central editou a Circular 3.522 em 14 de janeiro de 2011 vedando às instituições financeiras a celebração de convênios, contratos ou acordos que impeçam o acesso de clientes a operações de crédito ofertadas por outras instituições.
Tramita na Câmara dos Deputados o Projeto de Lei 4010/12, do deputado André Figueiredo (PDT-CE), a qual visa atualizar as regras de contratação de empréstimo consignado por trabalhadores regidos pela Consolidação das Leis do Trabalho (CLT) e por servidores públicos.
Entre as propostas está o direito de o empregado escolher entre três instituições consignatárias, no mínimo, e  o direito de transferir seu empréstimo de uma instituição financeira para outra. Além disso, mantém o limite de comprometimento da renda em até 30% do salário do trabalhador, não obstante especifica que o cálculo da renda não poderá considerar os descontos obrigatórios instituídos por lei ou determinados por decisão judicial. As instituições financeiras terão de manter uma política de publicidade, informando sobre alterações na taxa de juros, bem como disponibilizando material publicitário para esclarecer e conscientizar os interessados na obtenção do crédito em consignação sobre o percentual de juros, o número de parcelas, o valor tomado como exemplo de empréstimo e também sobre os riscos do superendividamento.
Em relação às consignações dos benefícios previdenciários, a regulação está concentrada na Instrução Normativa n. 28 do Ministério da Previdência Social e suas alterações, que buscam estabelecer critérios para as consignações nos benefícios previdenciários, disciplinar sua operacionalização entre o INSS, as instituições financeiras e a Empresa de Tecnologia e Informações da Previdência Social - Dataprev, simplificar o procedimento de tomada de empréstimo pessoal e cartão de crédito e possibilitar a redução dos juros praticados por instituições financeiras conveniadas.

### Contexto histórico
A concessão de empréstimos com desconto em folha de pagamento já era prática corrente no Brasil antes do advento da atual regulamentação, que veio trazer segurança jurídica a essa modalidade. A edição da Medida Provisória n.º 130/2003, que dispõe sobre o desconto em folha  em financiamentos pessoais, está inserida no pacote de estímulos à economia brasileira implementados durante o primeiro mandato presidencial de Luiz Inácio Lula da Silva pelo então Ministro da Fazenda Antônio Palocci. Sua exposição de motivos esclarece que o elevado custo de empréstimos decorre do risco potencial de seus tomadores, sendo possível a sua eliminação por meio do desconto em folha de pagamento, o que também contribuiria para a diminuição das taxas de juros.
Fruto da influência política da Central Única dos Trabalhadores, a Medida Provisória previu a possibilidade de negociação direta entre as centrais sindicais e as instituições financeiras  para a definição de acordo definindo condições gerais para a concessão de crédito consignado a seus filiados. O Banco Santander foi o primeiro a celebrar acordos  sob a vigência do novo marco regulatório, com a Força Sindical e o Sindicato dos Metalúrgicos de São Paulo, já em setembro de 2003.

## Crédito consignado e superendividamento
A ligação entre crédito consignado e superendividamento pode ser até mesmo logicamente constatada, sempre que se atentar ao fato de a geração de dívidas ter como causa a concessão de crédito (fatores que são associados a outros, como consumo desenfreado e facilidade de acesso ao crédito, muitas vezes, de maneira não criteriosa).
Os juros reduzidos aplicados ao contrato de empréstimo consignado representam verdadeiro atrativo para que mais crédito seja contraído, ofuscando a contrapartida e os custos da aquisição de um empréstimo. Tal constatação apresenta um peso considerável no exercício deliberativo do consumidor, mais vulnerável, portanto, às propostas das mais variadas instituições financeiras.
Diante da limitação de 35% do desconto salarial para adimplemento do empréstimo, limite esse legal do empréstimo consignado, questiona-se sobre como pode se operar o designado superendividamento. Há contratos abusivos nos quais o teto consignável não é observado, o que agrava a situação financeira do consumidor, que muitas vezes acumula outras obrigações de pagamento. Muitas vezes, o devedor, objetivando saldar uma dívida de juros maiores, contrai o crédito consignado, pois esse apresenta juros menores; outra situação comum seria a do consumidor que inicialmente poderia adimplir com seu empréstimo, e no entanto, por acontecimentos posteriores, vê-se obrigado a contrair um empréstimo em condições mais favoráveis, como a do empréstimo consignado. Daí é possível vislumbrar inúmeras situações que resultem no superendividamento, do que se afere a concretude de sua relação com o empréstimo consignado.
Em razão do superendividamento, há o maciço ajuizamento de ações com vistas a cancelar os descontos no salário determinados pelo empréstimo consignado. A razão também pode ser facilmente aduzida – o consumidor não encontra outra solução para pagar as despesas essenciais a sua sobrevivência, senão a de suprimir o pagamento das parcelas consignadas. Tal circunstância, de grande frequência prática, rende ensejo a outra discussão: a da possibilidade ou não de cancelar os descontos em folhas advindos do contrato de empréstimo consignado.

## Irrevogabilidade do contrato de crédito consignado
Diante da impossibilidade de adimplir com os descontos em folha decorrentes do contrato de empréstimo consignado, questiona-se se é possível revogar o mesmo contrato. A lei 10.820/2003, em seu artigo 1º, consagra a irrevogabilidade do contrato de empréstimo consignado, coadunando-se com o princípio da força obrigatória dos contratos (pacta sunt servanda). Esse mandamento, todavia, é flexibilizado na prática em prol da função social dos contratos. A intervenção judicial deve proporcionar o equilíbrio entre as partes contratantes, evitando o abuso de direito e o enriquecimento ilícito, ainda que para tanto seja necessário alterar, revisar ou extinguir o contrato.
De fato representativo do movimento jurisprudencial flexibilizador da irretratabilidade do contrato de empréstimo consignado é o posicionamento da Ministra Nancy Andrighi, proferido no Recurso Especial n° 728.563 em 2005, segundo o qual a irretratabilidade do contrato de empréstimo consignado apenas aplica-se nas relações entre consumidor e cooperativas de crédito, e não entre consumidor e instituição financeira. Isso porque, no último caso, o interesse privatístico da instituição financeira, objetivando o lucro, deve subordinar-se ao interesse do indivíduo em livremente fruir sua remuneração, dado o caráter alimentar da mesma, o que autoriza a excepcionalização de outros dispositivos legais (relativos à falência, precatórios judiciais e penhora, e.g.). Por outro lado, no caso das cooperativas de crédito, o interesse do indivíduo que contraiu o empréstimo (revogação dos descontos em folha) não deve sobrepor-se ao interesse de um grupo (rigidez financeira da cooperativa).
Em outros casos, também observa-se uma flexibilização da irretratabilidade do empréstimo consignado, todavia, há a manutenção dos descontos em folha, ainda que contrariamente à vontade do devedor, adotando soluções que não comprometam de forma muito gravosa a renda do indivíduo, garantindo-lhe o “mínimo existencial”. Um exemplo dessa tendência seria a aposição de limites ao desconto em folha, como foi determinado no julgamento do mandado de segurança n° 70013336359 de 2006.
Há posições na jurisprudência contrárias ao cancelamento unilateral do desconto em folha (como a decisão do agravo de instrumento n° 70013942545 do Tribunal de Justiça do Rio Grande do Sul), bem como decisões favoráveis ao cancelamento uniteral dos mesmos (v.g., apelação cível n° 59808639547 e agravo de instrumento n° 70001586544, ambos do Tribunal de Justiça do Rio Grande do Sul).
De todo modo, não se pode olvidar que, ao lado do princípio da força obrigatória dos contratos (pacta sunt servanda), o qual tenciona a favor da irretratabilidade do empréstimo consignado, também deve ser observado o princípio da função social do contrato, que se traduz na busca de equilíbrio entre as partes contratantes, e da dignidade da pessoa humana, indicando alternativas ao adimplemento contratual a todo custo, por meio da revisão ou extinção contratual.

## Natureza jurídica do empréstimo consignado

### Importância
A determinação da natureza jurídica do empréstimo consignado é relevante para casos em que o mutuário pretende revogar, unilateralmente, cláusula de contrato de empréstimo consignado.
Primeiramente, cabe explicitar que a hipótese acima citada ocorre, quando após a autorização para o desconto em folha, o tomador do mútuo requer a sua revogação. Neste caso, apresenta-se um aparente conflito entre a possibilidade de disposição voluntária do salário (natureza alimentar) e os interesses da instituição consignatária (manutenção da modalidade de pagamento).
Dessa forma, conforme se classifica a natureza jurídica do empréstimo consignado, o consumidor (mutuário) poderá ou não revogar de forma unilateral a cláusula de crédito consignado.

### Posicionamento predominante na jurisprudência (entendimento doSuperior Tribunal de Justiça)
No julgamento do Recurso Especial nº 728.563/RS, a 2ª Seção do Superior Tribunal de Justiça decidiu pela validade do contrato de empréstimo consignado, tanto nas hipóteses em que o mutuante é uma cooperativa quanto para casos em que é uma instituição financeira.
Neste Recurso Especial, o Ministro Aldir Passarinho Júnior entendeu que as cláusulas contratuais que instituem a cláusula de empréstimo consignado não são abusivas, e sim inerentes a própria essência do contrato celebrado:
“É a ele inerente, porque não representa, apenas, uma mera forma de pagamento, mas a garantia do credor de que haverá o automático adimplemento obrigacional por parte do tomador do mútuo, permitindo a concessão do empréstimo com margem menor de risco.”
O Ministro também se pronunciou no sentido de que o crédito consignado “não representa, apenas, mera forma de pagamento, mas a garantia do credor de que haverá o automático adimplemento obrigacional (...) do mútuo”, na medida em que a única forma de assegurar o cumprimento são os descontos das prestações feitas diretamente da conta corrente do devedor.
Aldir Passarinho apartou a tese de que o desconto em folha seria penhora de renda, prática proibida pelo inciso IV do artigo 649 do Código Processual Civil. Para ele o desconto em folha é de outra natureza, um contrato válido observando a livre disposição das partes.
“O que me parece não ter cabimento é alguém obter financiamento a taxas mais favorecidas, justamente porque optou por uma modalidade de consignação em folha de pagamento, o que ainda o dispensou de apresentação de garantia suplementar, obtendo prazo mais elástico, com redução de cada parcela, e, em seguida, sob alegação de expropriação abusiva, excluir a cláusula, o que denota, inclusive, o nítido propósito de inadimplir a obrigação”.
O Superior Tribunal de Justiça firmou o posicionamento no sentido de que o desconto na folha de pagamento não é um “processo de execução, de natureza, de natureza forçada e constritiva, mas de mero exercício de livre disposição contratual, comum em operações dessa natureza, quando em geral oferecidas taxas inferiores à média do mercado”, razão pela qual não se aplica a vedação prevista no art. 649, inciso IV, do Código de Processo Civil.

### Entendimento contrário
Alguns doutrinadores, entre eles Jorge Rubem Folena de Oliveira e José Reinaldo Lima Lopes, defendem que a legislação que instituiu a concessão de crédito consignado (Lei nº 10.820/03) foi uma forma camuflada das instituições financeiras burlarem a restrição de impenhorabilidade de salários e pensões, prevista no artigo 833, inciso IV, do Código de Processo Civil.
Desta forma, alegam que o princípio da proteção do caráter alimentar da remuneração do trabalho deve prevalecer sobre os descontos em folha de pagamento. Sendo o empréstimo consignado uma prática abusiva, análoga à penhorabilidade de vencimentos e que caracterizava a invasão da “privacidade econômico-financeira” do tomador de crédito.

### Conclusão
Conforme o entendimento majoritário e do Superior Tribunal de Justiça (STJ), o empréstimo consignado é válido, não configurando nenhuma abusividade e tão somente a livre disposição contratual. Dessa forma, o desconto em folha de pagamento não representa hipótese de penhorabilidade de salários.
Portanto, o empréstimo consignado é um contrato consumerista válido e não pode ser revogado unilateralmente pelo mutuante.

## Crédito Consignado e Defesa da Concorrência
A partir da popularização do uso do crédito consignado no Brasil, passou a ser comum que pessoas jurídicas de direito público - prefeituras e governos de Estado - firmassem contratos e convênios com instituições financeiras, prevendo a exclusividade delas na contratação de crédito consignado por parte de servidores, pensionistas e aposentados do serviço público. Esse tipo de convênio, conhecido por “cláusula de exclusividade”, gerou diversos protestos dos sindicatos de servidores ativos e inativos em todo o país, que reclamaram da impossibilidade de seus associados de escolherem a contratação da instituição financeira que oferecesse condições de contratação mais vantajosas.
Atento à crescente insatisfação dos servidores, aposentados e pensionistas com as cláusulas de exclusividade, o Banco Central do Brasil editou a Circular 3522 de 2011. De acordo com essa normativa, as instituições financeiras estariam, da data da publicação em diante, proibidas de firmarem contrato de exclusividade para fornecimento de crédito consignado com entes públicos, ou mesmo para outros serviços de natureza financeira.
Com esse mesmo intuito, o Conselho Administrativo de Defesa Econômica (CADE) instaurou, no ano de 2010, procedimento administrativo contra o Banco do Brasil, para coibir prática de celebração de contratos com entes públicos contendo cláusulas de exclusividade, alegando estar exercendo sua competência de regulação antitruste e de direito da concorrência. Por meio desses contratos, o Banco do Brasil, ao assumir a folha de pagamento de determinadas pessoas jurídicas de direito público, impunha a elas que seus servidores só poderiam celebrar contratos de crédito consignado com nenhuma outra instituição bancária que não fosse o próprio Banco do Brasil. Em 10.10.2012, no entanto, o Banco do Brasil celebrou com o CADE um TCC (Termo de Compromisso de Cessação de Prática) no qual se comprometeu, sem assunção de culpa, a não mais celebrar contratos com entes públicos em que houvesse cláusula de exclusividade de crédito consignado. Como efeito deste acordo, podemos indicar o fim da exclusividade do consignado para os servidores da prefeitura municipal de São Paulo, desde dezembro de 2012.
A despeito das tentativas desses dois órgãos, tem-se verificado que outras instituições financeiras continuam a celebrar e mantar contratos de exclusividade no crédito consignado da folha da pagamento de prefeituras e governos de Estado. Essa persistência tem gerado não apenas ações judiciais mas também reações legislativas, vez que esses contratos geralmente são firmados pelo Executivo. É o caso do Projeto de Lei 650 de 2011, proposto pela Deputada Estadual Vanessa Damo (PMDB - SP) e aprovado pela Assembleia Legislativa do Estado de São Paulo, que previa o fim da exclusividade de instituições financeiras na contrtação de consignado para os servidores estaduais, mas que foi vetado pelo Governador do Estado, a despeito de sua aprovação e dos pareceres favoráveis que recebeu em sua tramitação.
A resistência das instituições financeiras em não observar a Circular 3522/2011 suscitou também o interesse do Ministério Público Federal, que recentemente ajuizou Ação Civil Pública em Minas Gerais contra a Caixa Econômica Federal, pelos contratos que firmou com diversas prefeituras do Estado. O MPF-MG alega, em síntese, que as cláusulas de exclusividade são contrárias à livre iniciativa, à livre concorrência e ao próprio Código de Defesa do Consumidor.
O Supremo Tribunal Federal ainda não se pronunciou definitivamente sobre o assunto, tendo apenas feito breve consideração sobre o assunto na Suspensão de Segurança 4684 - MS.

## Teto de juros do consignado
No dia 13 de março de 2023, o Conselho Nacional da Previdência Social (CNPS) determinou um teto para os juros do consignado de 2,14% ao mês para 1,70% no caso do empréstimo consignado convencional, já o teto dos juros nas operações com cartão de crédito consignado passaram de 3,06% para 2,62% ao mês.
Dias depois, ambos os bancos privados e públicos suspenderem a oferta do crédito consignado, Pelo menos oito instituições financeiras comunicaram a clientes a suspensão das linhas de empréstimo com desconto em folha para aposentados.
Segundo fontes ligadas à Caixa Econômica Federal e ao Banco do Brasil, o patamar (teto de juros) é considerado insustentável.
A Secretaria de Comunicação Social da Presidência da República (Secom) e a própria Casa Civil excluíram publicações nas quais eram divulgadas informações sobre os novos tetos de juros para crédito consignado a beneficiários do INSS.